# ام‌اچ‌پی
ام‌اچ‌پی (انگلیسی: Mieschke Hofmann und Partner) شرکت خدمات حرفه‌ای آلمانی است، که در سال ۱۹۹۶ توسط شرکت پورشه تأسیس شد.